# Казе Рено Сабиони (Ферара)
Казе Рено Сабиони (итал. Case Reno Sabbioni) је насеље у Италији у округу Ферара, региону Емилија-Ромања.
Према процени из 2011. у насељу је живело 68 становника. Насеље се налази на надморској висини од 11 м.